# Quantificateur (grammaire)
Pour les articles homonymes, voir Quantificateur.

En grammaire, un quantificateur est une sous-catégorie de déterminant indéfini, ajoutant une idée de quantité à l'actualisation du nom noyau.
Pour certains grammairiens le quantificateur est analysé comme un adjectif indéfini au sens large. On peut remarquer que le quantificateur s'apparente également à l'adjectif numéral cardinal.
Revêtant la forme d'une locution déterminative, un quantificateur est le plus souvent construit à partir de deux éléments : le premier pouvant être, soit un syntagme nominal, soit un adverbe de quantité, et le deuxième étant presque toujours la préposition « de ». 

## Quantificateur adverbial
Le quantificateur adverbial est une locution adverbiale, formée à partir d'un adverbe de quantité et de la préposition « de » : assez de ; autant de ; beaucoup de ; davantage de ; moins de ; peu de ; plus de ; trop de ; etc.
Chez lui, il y a beaucoup de livres.
Toujours invariable, le quantificateur adverbial peut déterminer un noyau, de nombre et de genre indifférents : 
Beaucoup d'eau [féminin, singulier], beaucoup de vin [masculin, singulier], beaucoup de cerises [féminin, pluriel], beaucoup de gâteaux [masculin, pluriel].

## Quantificateur nominal
Le quantificateur nominal est une locution nominale formée à partir d'un syntagme nominal (plus précisément, à partir d'un nom collectif) et de la préposition « de » : un tas de ; une bande de ; une dizaine de ; une centaine de ; un millier de ; un million de ; un kilogramme de ; un groupe de ; un troupeau de ; un grand nombre de ; quantité de ; la plupart de ; une infinité de ; une multitude de ; un nuage de, etc.
Chez lui, il y a un tas de livres.
- Les quantificateurs nominaux posent souvent des problèmes d'accord, parce qu'on n'est jamais sûr du véritable noyau du syntagme nominal : est-ce le premier nom, suivi d'un complément de nom, ou bien, est-ce le deuxième nom précédé d'un déterminant indéfini ?

Une bande de moineaux s'est posée dans l'arbre. / Une bande de moineaux se sont posés dans l'arbre.
Un groupe d'enfants m'a abordé. / Un groupe d'enfants m'ont abordé.

## Autres types de quantificateur
Un certain nombre de quantificateurs ont une autre origine : syntagme verbal, adjectival, etc. : On ne sait quel (quelle, quels, quelles) ; on ne sait combien ; pas un (une) ; tout plein de ; n'importe quel (quelle, quels, quelles) ; force :
Chez lui, il y a on ne sait combien de livres.
- Parmi eux, certains s'accordent :

Je prendrai n'importe quelle voiture.
- Le quantificateur « pas un » (« pas une ») doit toujours être accompagné de la négation :

Pas un oiseau ne chantait.